# Tom Hiddleston

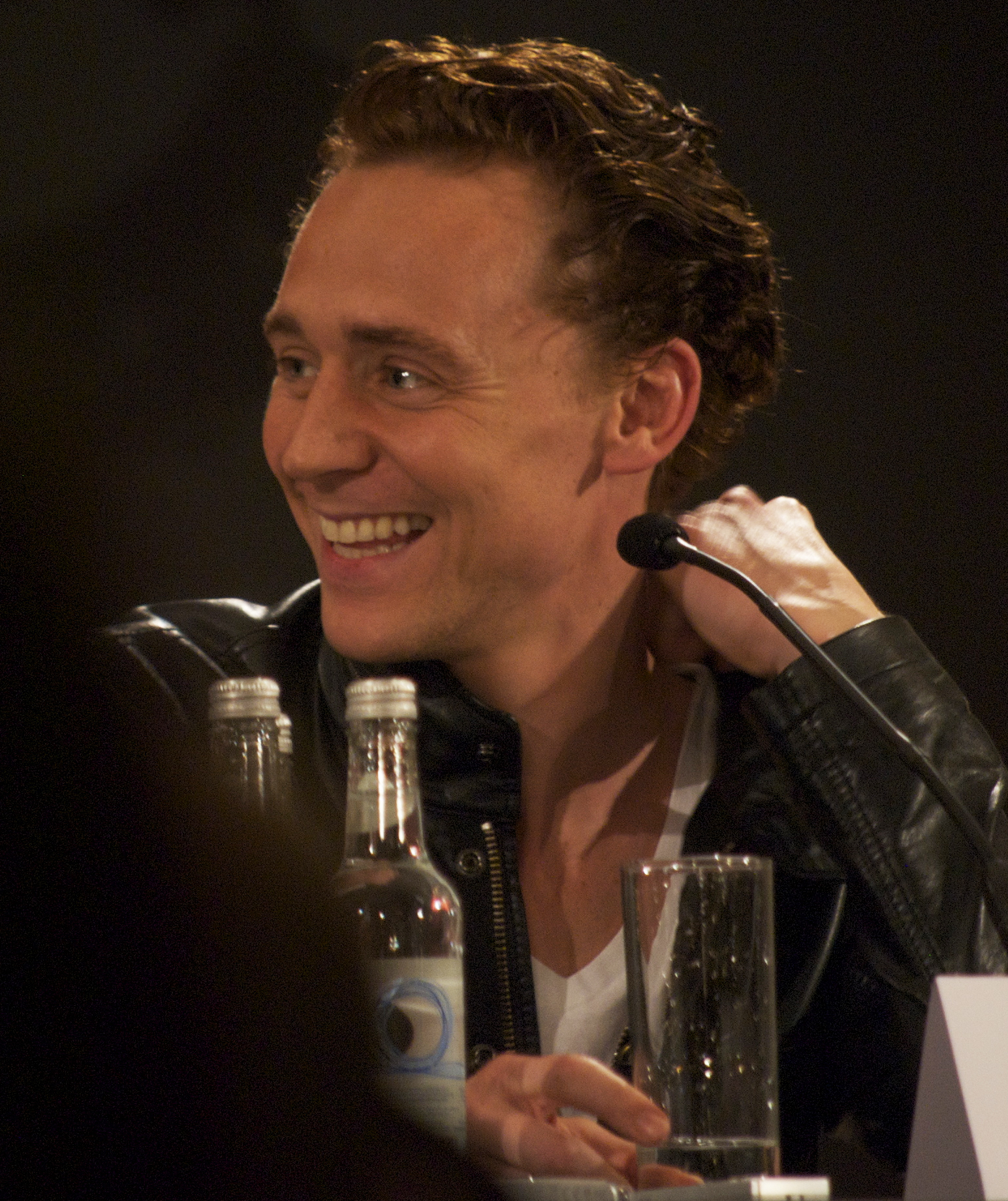
Tom Hiddleston în 2011

Tom Hiddleston (n. 9 februarie 1981) este un actor și producător britanic. Talentul său e recunoscut de numeroase premii, printre care un Glob de Aur și un premiu Laurence Olivier, fiind nominalizat de două ori pentru premii Primetime Emmy.

## Biografie
Thomas William Hiddleston s-a născut în Westminster, Londra, Marea Britanie, ca fiu al Dianei Patricia și al lui James Norman Hiddleston. Mama lui este născută în Suffolk, Anglia, iar tatăl său în Greenock, Scoția. Thomas mai are două surori, Sarah, mai mare decât el care lucrează ca jurnalistă în India, și Emma, care a decis să urmeze și ea cariera actoricească. Când Tom avea 13 ani, părinții săi au divorțat, acest eveniment marcant fiind considerat de actor ca principala sa motivație de a studia actoria.Tom și-a făcut studiile la Oxford, The Dragon School și Colegiul Eton, în Berkshire.
A fost remarcat în producția A Streetcar Named Desire de către Lorraine Hamilton, de la celebra agenție de casting cu același nume, Hamilton Hodell. În acest moment a primit primul său rol notabil, o adaptare a lui Stephen Whittaker, Nicholas Nickleby, pentru ITV, avându-i în rolurile principale pe Charles Dance, James D'Arcy și Sophia Myles. Când încă era pe băncile facultății a jucat în Conspiracy (o producție BBC/HBO) și The Gathering Storm, având rolul Randolph Churchill, fiul lui Winston Churchill. Producția a câștigat premiile BAFTA și Emmy.
În 2005 a absolvit cursurile prestigioasei RADA (Royal Academy of Dramatic Art), Academia Regală a Artelor Dramatice. Imediat cum a terminat facultatea a primit rolul Oakley în filmul Joannei Hogg, Unrelated, debutul regizoarei, pentru care a fost și premiată. Pelicula a fost filmată în Italia, în Toscana. Se află și în distribuția celui de-al doilea film al regizoarei, Archipelago. A jucat rolul principal în The Changeling, în care a interpretat rolul Alsemero, pentru care a fost nominalizat în 2007 la Premiile Ian Charleson. A urmat Cymbeline, pentru care a câștigat premiul Laurence Olivier pentru debut în 2008.

## Filmografie

### Filme

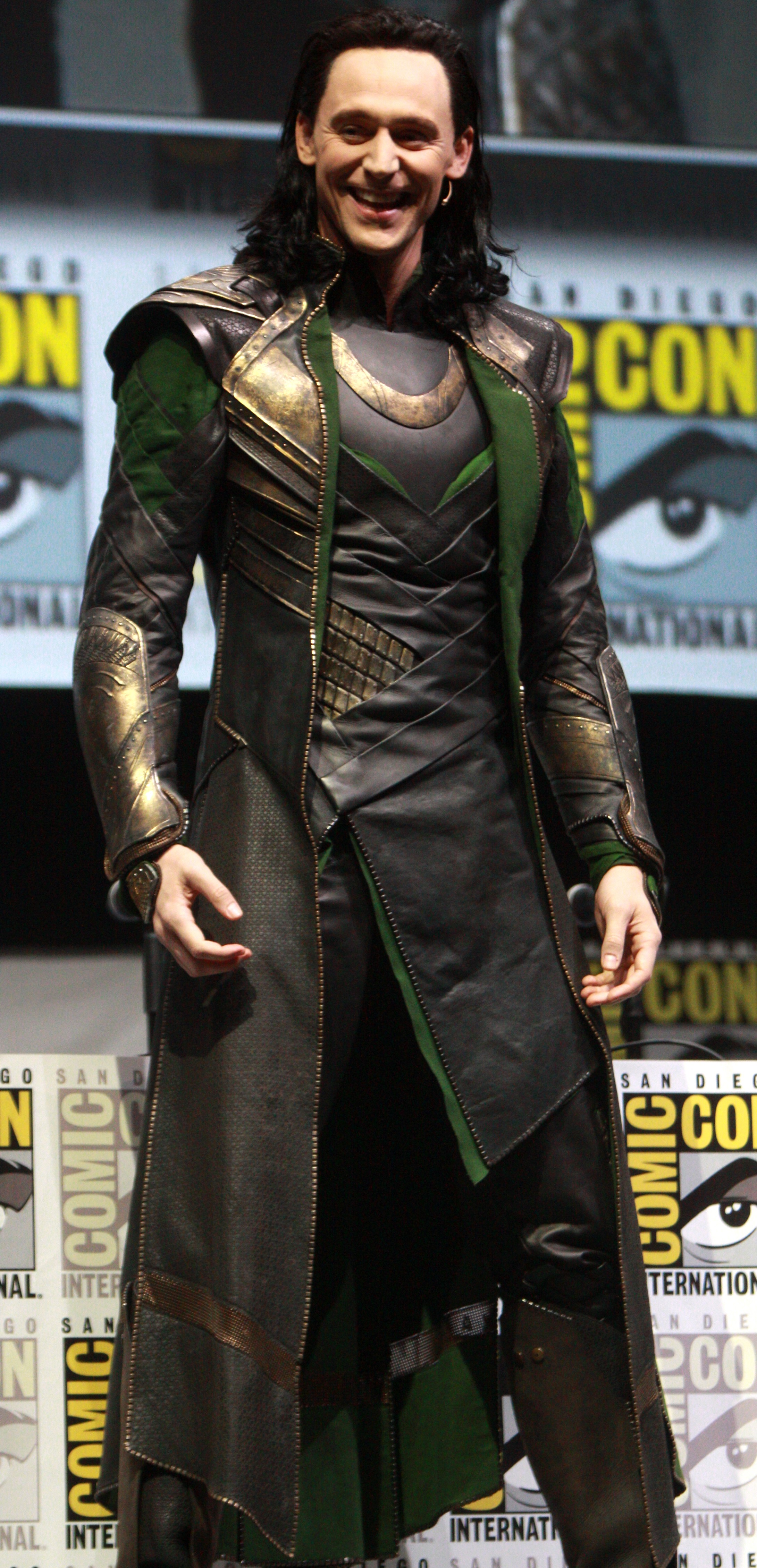
Ca personajul Loki la San Diego Comic-Con - promovare a filmului Thor: The Dark World, iulie 2013

| An   | Titlu                  | Rol                    | Note       | Ref.          |
| ---- | ---------------------- | ---------------------- | ---------- | ------------- |
| 2006 | Unrelated              | Oakley                 |            |               |
| 2010 | Archipelago            | Edward                 |            |               |
| 2011 | Thor                   | Loki                   |            |               |
| 2011 | Midnight in Paris      | F. Scott Fitzgerald    |            |               |
| 2011 | War Horse              | Căpitanul Nicholls     |            |               |
| 2011 | Friend Request Pending | Tom                    | Film scurt |               |
| 2012 | The Deep Blue Sea      | Freddie Page           |            |               |
| 2012 | Out of Time            | Man                    | Film scurt | [ 14 ] [ 15 ] |
| 2012 | The Avengers           | Loki                   |            |               |
| 2012 | Out of Darkness        | Male                   | Film scurt | [ 16 ]        |
| 2013 | Only Lovers Left Alive | Adam                   |            |               |
| 2013 | Exhibition             | Jamie Macmillan        |            |               |
| 2013 | Thor: The Dark World   | Loki                   |            |               |
| 2014 | Muppets Most Wanted    | Marele Escapo          |            |               |
| 2014 | The Pirate Fairy       | James Hook             | Voce       | [ 17 ]        |
| 2015 | Unity                  | Narator                | Documentar |               |
| 2015 | Crimson Peak           | Sir Thomas Sharpe      |            |               |
| 2015 | High-Rise              | Dr. Robert Laing       |            |               |
| 2015 | I Saw the Light        | Hank Williams          |            |               |
| 2017 | Kong: Skull Island     | Căpitanul James Conrad |            |               |
| 2017 | Thor: Ragnarok         | Loki                   |            |               |
| 2018 | Early Man              | Lord Nooth             | Voce       |               |
| 2018 | Avengers: Infinity War | Loki                   |            |               |
| 2019 | Avengers: Endgame      | Loki                   |            |               |

### Televiziune
| An   | Titlu                                        | Rol                    | Note                                     | Ref.   |
| ---- | -------------------------------------------- | ---------------------- | ---------------------------------------- | ------ |
| 2001 | The Life and Adventures of Nicholas Nickleby | Lord                   |                                          |        |
| 2001 | Conspiracy                                   | Phone Operator         |                                          |        |
| 2001 | Armadillo                                    | Toby Sherrifmuir       |                                          |        |
| 2002 | The Gathering Storm                          | Randolph Churchill     |                                          |        |
| 2005 | A Waste of Shame                             | John Hall              |                                          |        |
| 2006 | Victoria Cross Heroes                        | Capt. 'Jack' Randle    | Episod: "The Modern Age"                 | [ 18 ] |
| 2006 | Suburban Shootout                            | Bill Hazeldine         | 10 episoade                              | [ 19 ] |
| 2006 | Galápagos                                    | Charles Darwin (voice) | Episod: "Islands that Changed the World" |        |
| 2007 | Casualty                                     | Chris Vaughn           | Episod: "The Killing Floor"              |        |
| 2008 | Wallander                                    | Magnus Martinsson      | 6 episoade                               | [ 20 ] |
| 2008 | Miss Austen Regrets                          | Mr. John Plumptre      |                                          |        |
| 2009 | Return to Cranford                           | William Buxton         | 2 episoade                               | [ 21 ] |
| 2009 | Darwin's Secret Notebooks                    | Charles Darwin (voice) | Documentar                               | [ 22 ] |
| 2012 | Robot Chicken                                | Lorax narator (voce)   | Episod: "Butchered in Burbank"           | [ 23 ] |
| 2012 | Henry IV Part I and Part II                  | Prince Hal             |                                          |        |
| 2012 | Henry V                                      | Henry V                |                                          |        |
| 2013 | Family Guy                                   | Statue Griffin (voce)  | Episod: "No Country Club for Old Men"    | [ 23 ] |
| 2016 | The Night Manager                            | Jonathan Pine          | Miniserial                               |        |

### Teatru
| An   | Titlu                     | Rol                         | Teatru                                 | Ref.          |
| ---- | ------------------------- | --------------------------- | -------------------------------------- | ------------- |
| 2005 | Yorgjin Oxo: The Man      | Yorgjin Oxo                 | Theatre 503                            | [ 24 ]        |
| 2006 | The Changeling            | Alsemero                    | Cheek by Jowl/Barbican/European Tour   | [ 25 ]        |
| 2007 | Cymbeline                 | Posthumus Leonatus & Cloten | Cheek by Jowl/Barbican/World Tour      | [ 10 ]        |
| 2008 | Othello                   | Cassio                      | Donmar Warehouse                       |               |
| 2008 | Ivanov                    | Lvov                        | Donmar Warehouse                       |               |
| 2010 | The Children's Monologues | Prudence                    | Old Vic Theatre                        |               |
| 2012 | The Kingdom of Earth      | Lot                         | Criterion Theatre                      | [ 26 ]        |
| 2013 | Coriolanus                | Coriolanus                  | Donmar Warehouse/Covent Garden Theatre | [ 27 ] [ 28 ] |
| 2017 | Hamlet                    | Hamlet                      | RADA                                   |               |
| 2019 | Betrayal                  | Robert                      | Teatrul Harold Pinter/Broadway         |               |

### Jocuri video
| An   | Titlu                | Rol de voce |
| ---- | -------------------- | ----------- |
| 2011 | Thor: God of Thunder | Loki        |

### Radio
| An   | Titlu                             | Rol              | Regizor          | Note              | Ref.   |
| ---- | --------------------------------- | ---------------- | ---------------- | ----------------- | ------ |
| 2002 | The Trial of the Angry Brigade    | John Barker      | Peter Kavanagh   | BBC Radio 4       |        |
| 2006 | Dracula                           | Jonathan Harker  | Marion Nancarrow | BBC World Service | [ 29 ] |
| 2006 | Another Country                   | Tommy Judd       | Marc Beeby       | BBC Radio 4       | [ 30 ] |
| 2007 | Caesar III: An Empire Without End | Romulus          | Jeremy Mortimer  | BBC Radio 4       | [ 29 ] |
| 2008 | Othello                           | Cassio           | Michael Grandage | BBC Radio 3       | [ 29 ] |
| 2008 | The Leopard                       | Tancredi         | Lucy Bailey      | BBC Radio 3       | [ 31 ] |
| 2008 | Cyrano de Bergerac                | Christian        | David Timson     | BBC Radio 3       | [ 32 ] |
| 2009 | Carnival                          | Lords of Misrule | Zahid Warley     | BBC Radio 3       | [ 33 ] |